# New Era Motors Corporation
New Era Motors Corporation war ein US-amerikanischer Hersteller von Automobilen.

## Unternehmensgeschichte
Das Unternehmen wurde 1933 in New York City gegründet. Im gleichen Jahr begann die Produktion von Automobilen. Der Markenname lautete New Era. 1934 endete die Produktion. Unter den Käufern war Ida Cantor, Frau von Eddie Cantor.
Weitere US-amerikanische Hersteller von Personenkraftwagen der Marke New Era waren Automobile and Marine Power Company und New Era Engineering Company.

## Fahrzeuge
Das Fahrgestell kam von Ford. Es hatte einen V8-Motor. LeBaron fertigte die Karosserien. Zur Wahl standen ein Taxi und zwei verschiedene Ausführungen einer Limousine. Alle Fahrzeuge boten Platz für sieben Personen. Die Neupreise betrugen zwischen 850 US-Dollar für das Taxi und 1040 Dollar für die teurere Limousine. Das Taxi war das erfolgreichste Modell.